# Enis Bardi
Enis Bardi (in macedone Енис Барди?; grafia albanese Enis Bardhi; Skopje, 2 luglio 1995) è un calciatore macedone di etnia albanese, centrocampista del Konyaspor e della nazionale macedone, di cui è il capitano.

## Biografia
Nato e cresciuto nella Repubblica di Macedonia, appartiene alla minoranza albanese del paese.
Non avendo trovato spazio nella nazionale macedone e in attesa della convocazione nella nazionale albanese, per cui già all'età di 16 anni mostrava naturale interesse, essendo stato ignorato dalla Federazione calcistica dell'Albania e dall'allora allenatore della nazionale albanese Under-21 Redi Jupi, decise di giocare per la nazionale della Macedonia.

## Caratteristiche tecniche
Ricopre il ruolo di centrocampista centrale. Specialista per quel che riguarda le punizioni, Bardhi detiene il più alto tasso di conversione su calcio piazzato (in Europa) con una percentuale del 24%: con la maglia del Levante infatti, su 25 tentativi totali, il macedone è andato a segno ben 6 volte.

## Carriera

### Club
Il 17 luglio 2017 viene acquistato a titolo definitivo dalla squadra spagnola del Levante per 1,5 milioni di euro, firmando un contratto quinquennale con scadenza il 30 giugno 2022.

### Nazionale
Il 27 marzo 2015 debutta con la nazionale maggiore nella partita persa per 2-1 contro la Bielorussia e valida per le qualificazioni al campionato d'Europa 2016, subentrando nel primo tempo.

## Statistiche

### Presenze e reti nei club
Statistiche aggiornate al 28 dicembre 2024.
| Stagione           | Squadra            | Campionato         | Campionato | Campionato | Coppe nazionali | Coppe nazionali | Coppe nazionali | Coppe continentali | Coppe continentali | Coppe continentali | Altre coppe | Altre coppe | Altre coppe | Totale | Totale |
| Stagione           | Squadra            | Comp               | Pres       | Reti       | Comp            | Pres            | Reti            | Comp               | Pres               | Reti               | Comp        | Pres        | Reti        | Pres   | Reti   |
| ------------------ | ------------------ | ------------------ | ---------- | ---------- | --------------- | --------------- | --------------- | ------------------ | ------------------ | ------------------ | ----------- | ----------- | ----------- | ------ | ------ |
| 2014               | Prespa Birlik      | D2                 | 10         | 5          | CS              | 0               | 0               | -                  | -                  | -                  | -           | -           | -           | 10     | 5      |
| 2014-2015          | Újpest             | NBI                | 21         | 2          | CU+CdL          | 8+2             | 3+0             | -                  | -                  | -                  | -           | -           | -           | 31     | 5      |
| 2015-2016          | Újpest             | NBI                | 29         | 6          | CU+CdL          | 6+1             | 6+0             | -                  | -                  | -                  | -           | -           | -           | 36     | 12     |
| 2016-2017          | Újpest             | NBI                | 29         | 12         | CU+CdL          | 4+0             | 1+0             | -                  | -                  | -                  | -           | -           | -           | 33     | 13     |
| Totale Újpest      | Totale Újpest      | Totale Újpest      | 79         | 20         |                 | 21              | 10              |                    | -                  | -                  |             | -           | -           | 100    | 30     |
| 2017-2018          | Levante            | PD                 | 26         | 9          | CR              | 4               | 0               | -                  | -                  | -                  | -           | -           | -           | 30     | 9      |
| 2018-2019          | Levante            | PD                 | 36         | 3          | CR              | 2               | 0               | -                  | -                  | -                  | -           | -           | -           | 38     | 3      |
| 2019-2020          | Levante            | PD                 | 30         | 7          | CR              | 2               | 0               | -                  | -                  | -                  | -           | -           | -           | 32     | 7      |
| 2020-2021          | Levante            | PD                 | 26         | 1          | CR              | 4               | 1               | -                  | -                  | -                  | -           | -           | -           | 30     | 2      |
| 2021-2022          | Levante            | PD                 | 30         | 3          | CR              | 2               | 0               | -                  | -                  | -                  | -           | -           | -           | 32     | 3      |
| Totale Levante     | Totale Levante     | Totale Levante     | 148        | 23         |                 | 14              | 1               |                    | -                  | -                  |             | -           | -           | 162    | 24     |
| 2022-2023          | Trabzonspor        | SL                 | 30         | 6          | TK              | 3               | 0               | UCL+UEL+UECL       | 2+6+1              | 0+1+0              | ST          | -           | -           | 42     | 7      |
| 2023-2024          | Trabzonspor        | SL                 | 35         | 7          | TK              | 7               | 0               |                    | -                  | -                  |             | -           | -           | 42     | 7      |
| 2024-gen. 2025     | Trabzonspor        | SL                 | 8          | 0          | TK              | 0               | 0               | UECL               | 2                  | 0                  | -           | -           | -           | 10     | 0      |
| Totale Trabzonspor | Totale Trabzonspor | Totale Trabzonspor | 73         | 13         |                 | 10              | 0               |                    | 11                 | 1                  |             | -           | -           | 94     | 14     |
| gen.-giu. 2025     | Bodrum             | SL                 | 7          | 1          | TK              | 2               | 0               | -                  | -                  | -                  | -           | -           | -           | 9      | 1      |
| Totale carriera    | Totale carriera    | Totale carriera    | 317        | 62         |                 | 47              | 11              |                    | 11                 | 1                  |             | -           | -           | 375    | 74     |

### Cronologia presenze e reti in nazionale
| Cronologia completa delle presenze e delle reti in nazionale ― Macedonia del Nord | Cronologia completa delle presenze e delle reti in nazionale ― Macedonia del Nord | Cronologia completa delle presenze e delle reti in nazionale ― Macedonia del Nord | Cronologia completa delle presenze e delle reti in nazionale ― Macedonia del Nord | Cronologia completa delle presenze e delle reti in nazionale ― Macedonia del Nord | Cronologia completa delle presenze e delle reti in nazionale ― Macedonia del Nord | Cronologia completa delle presenze e delle reti in nazionale ― Macedonia del Nord | Cronologia completa delle presenze e delle reti in nazionale ― Macedonia del Nord |
| Data                                                                              | Città                                                                             | In casa                                                                           | Risultato                                                                         | Ospiti                                                                            | Competizione                                                                      | Reti                                                                              | Note                                                                              |
| --------------------------------------------------------------------------------- | --------------------------------------------------------------------------------- | --------------------------------------------------------------------------------- | --------------------------------------------------------------------------------- | --------------------------------------------------------------------------------- | --------------------------------------------------------------------------------- | --------------------------------------------------------------------------------- | --------------------------------------------------------------------------------- |
| 27-3-2015                                                                         | Skopje                                                                            | Macedonia                                                                         | 1 – 2                                                                             | Bielorussia                                                                       | Qual. Euro 2016                                                                   | -                                                                                 | 31’                                                                               |
| 30-3-2015                                                                         | Skopje                                                                            | Macedonia                                                                         | 0 – 0                                                                             | Australia                                                                         | Amichevole                                                                        | -                                                                                 | 86’                                                                               |
| 8-9-2015                                                                          | Skopje                                                                            | Macedonia                                                                         | 0 – 1                                                                             | Spagna                                                                            | Qual. Euro 2016                                                                   | -                                                                                 | 77’                                                                               |
| 17-11-2015                                                                        | Skopje                                                                            | Macedonia                                                                         | 0 – 1                                                                             | Libano                                                                            | Amichevole                                                                        | -                                                                                 | 46’                                                                               |
| 29-5-2016                                                                         | Bad Erlach                                                                        | Macedonia                                                                         | 3 – 1                                                                             | Azerbaigian                                                                       | Amichevole                                                                        | -                                                                                 | 59’                                                                               |
| 12-11-2016                                                                        | Granada                                                                           | Spagna                                                                            | 4 – 0                                                                             | Macedonia                                                                         | Qual. Mondiali 2018                                                               | -                                                                                 |                                                                                   |
| 2-9-2017                                                                          | Haifa                                                                             | Israele                                                                           | 0 – 1                                                                             | Macedonia                                                                         | Qual. Mondiali 2018                                                               | -                                                                                 | 77’ 90+2’                                                                         |
| 5-9-2017                                                                          | Skopje                                                                            | Macedonia                                                                         | 1 – 1                                                                             | Albania                                                                           | Qual. Mondiali 2018                                                               | -                                                                                 |                                                                                   |
| 6-10-2017                                                                         | Torino                                                                            | Italia                                                                            | 1 – 1                                                                             | Macedonia                                                                         | Qual. Mondiali 2018                                                               | -                                                                                 |                                                                                   |
| 9-10-2017                                                                         | Skopje                                                                            | Macedonia                                                                         | 4 – 0                                                                             | Liechtenstein                                                                     | Qual. Mondiali 2018                                                               | 1                                                                                 | 78’                                                                               |
| 11-11-2017                                                                        | Skopje                                                                            | Macedonia                                                                         | 2 – 0                                                                             | Norvegia                                                                          | Amichevole                                                                        | -                                                                                 | 76’                                                                               |
| 23-3-2018                                                                         | Adalia                                                                            | Finlandia                                                                         | 0 – 0                                                                             | Macedonia                                                                         | Amichevole                                                                        | -                                                                                 | 51’ 65’                                                                           |
| 27-3-2018                                                                         | Adalia                                                                            | Azerbaigian                                                                       | 1 – 1                                                                             | Macedonia                                                                         | Amichevole                                                                        | -                                                                                 | 60’                                                                               |
| 6-9-2018                                                                          | Gibilterra                                                                        | Gibilterra                                                                        | 0 – 2                                                                             | Macedonia                                                                         | UEFA Nations League 2018-2019 - 1º turno                                          | -                                                                                 | 80’                                                                               |
| 9-9-2018                                                                          | Skopje                                                                            | Macedonia                                                                         | 2 – 0                                                                             | Armenia                                                                           | UEFA Nations League 2018-2019 - 1º turno                                          | -                                                                                 | 74’                                                                               |
| 13-10-2018                                                                        | Skopje                                                                            | Macedonia                                                                         | 4 – 1                                                                             | Liechtenstein                                                                     | UEFA Nations League 2018-2019 - 1º turno                                          | -                                                                                 |                                                                                   |
| 16-10-2018                                                                        | Erevan                                                                            | Armenia                                                                           | 4 – 0                                                                             | Macedonia                                                                         | UEFA Nations League 2018-2019 - 1º turno                                          | -                                                                                 | 64’                                                                               |
| 16-11-2018                                                                        | Vaduz                                                                             | Liechtenstein                                                                     | 0 – 2                                                                             | Macedonia                                                                         | UEFA Nations League 2018-2019 - 1º turno                                          | 1                                                                                 |                                                                                   |
| 19-11-2018                                                                        | Skopje                                                                            | Macedonia                                                                         | 4 – 0                                                                             | Gibilterra                                                                        | UEFA Nations League 2018-2019 - 1º turno                                          | 1                                                                                 |                                                                                   |
| 21-3-2019                                                                         | Skopje                                                                            | Macedonia del Nord                                                                | 3 – 1                                                                             | Lettonia                                                                          | Qual. Euro 2020                                                                   | -                                                                                 |                                                                                   |
| 24-3-2019                                                                         | Lubiana                                                                           | Slovenia                                                                          | 1 – 1                                                                             | Macedonia del Nord                                                                | Qual. Euro 2020                                                                   | 1                                                                                 |                                                                                   |
| 7-6-2019                                                                          | Skopje                                                                            | Macedonia del Nord                                                                | 0 – 1                                                                             | Polonia                                                                           | Qual. Euro 2020                                                                   | -                                                                                 |                                                                                   |
| 10-6-2019                                                                         | Skopje                                                                            | Macedonia del Nord                                                                | 1 – 4                                                                             | Austria                                                                           | Qual. Euro 2020                                                                   | -                                                                                 | 84’                                                                               |
| 5-9-2019                                                                          | Be'er Sheva                                                                       | Israele                                                                           | 1 – 1                                                                             | Macedonia del Nord                                                                | Qual. Euro 2020                                                                   | -                                                                                 | 83’                                                                               |
| 9-9-2019                                                                          | Rīga                                                                              | Lettonia                                                                          | 0 – 2                                                                             | Macedonia del Nord                                                                | Qual. Euro 2020                                                                   | 1                                                                                 | 69’                                                                               |
| 16-11-2019                                                                        | Vienna                                                                            | Austria                                                                           | 2 – 1                                                                             | Macedonia del Nord                                                                | Qual. Euro 2020                                                                   | -                                                                                 |                                                                                   |
| 19-11-2019                                                                        | Skopje                                                                            | Macedonia del Nord                                                                | 1 – 0                                                                             | Israele                                                                           | Qual. Euro 2020                                                                   | -                                                                                 | 29’                                                                               |
| 5-9-2020                                                                          | Skopje                                                                            | Macedonia del Nord                                                                | 2 – 1                                                                             | Armenia                                                                           | UEFA Nations League 2020-2021 - 1º turno                                          | -                                                                                 |                                                                                   |
| 8-9-2020                                                                          | Tbilisi                                                                           | Georgia                                                                           | 1 – 1                                                                             | Macedonia del Nord                                                                | UEFA Nations League 2020-2021 - 1º turno                                          | -                                                                                 | 22’                                                                               |
| 8-10-2020                                                                         | Skopje                                                                            | Macedonia del Nord                                                                | 2 – 1                                                                             | Kosovo                                                                            | Qual. Euro 2020                                                                   | -                                                                                 |                                                                                   |
| 11-10-2020                                                                        | Tallinn                                                                           | Estonia                                                                           | 3 – 3                                                                             | Macedonia del Nord                                                                | UEFA Nations League 2020-2021 - 1º turno                                          | -                                                                                 | 46’ 88’                                                                           |
| 25-3-2021                                                                         | Bucarest                                                                          | Romania                                                                           | 3 – 2                                                                             | Macedonia del Nord                                                                | Qual. Mondiali 2022                                                               | -                                                                                 |                                                                                   |
| 28-3-2021                                                                         | Skopje                                                                            | Macedonia del Nord                                                                | 5 – 0                                                                             | Liechtenstein                                                                     | Qual. Mondiali 2022                                                               | 1                                                                                 | 58’                                                                               |
| 31-3-2021                                                                         | Duisburg                                                                          | Germania                                                                          | 1 – 2                                                                             | Macedonia del Nord                                                                | Qual. Mondiali 2022                                                               | -                                                                                 |                                                                                   |
| 13-6-2021                                                                         | Bucarest                                                                          | Austria                                                                           | 3 – 1                                                                             | Macedonia del Nord                                                                | Euro 2020 - 1º turno                                                              | -                                                                                 | 82’                                                                               |
| 17-6-2021                                                                         | Bucarest                                                                          | Ucraina                                                                           | 2 – 1                                                                             | Macedonia del Nord                                                                | Euro 2020 - 1º turno                                                              | -                                                                                 | 77’                                                                               |
| 21-6-2021                                                                         | Amsterdam                                                                         | Macedonia del Nord                                                                | 0 – 3                                                                             | Paesi Bassi                                                                       | Euro 2020 - 1º turno                                                              | -                                                                                 | 78’                                                                               |
| 2-9-2021                                                                          | Skopje                                                                            | Macedonia del Nord                                                                | 0 – 0                                                                             | Armenia                                                                           | Qual. Mondiali 2022                                                               | -                                                                                 |                                                                                   |
| 5-9-2021                                                                          | Reykjavík                                                                         | Islanda                                                                           | 2 – 2                                                                             | Macedonia del Nord                                                                | Qual. Mondiali 2022                                                               | -                                                                                 | 71’                                                                               |
| 8-9-2021                                                                          | Skopje                                                                            | Macedonia del Nord                                                                | 0 – 0                                                                             | Romania                                                                           | Qual. Mondiali 2022                                                               | -                                                                                 | 90’                                                                               |
| 11-11-2021                                                                        | Erevan                                                                            | Armenia                                                                           | 0 – 5                                                                             | Macedonia del Nord                                                                | Qual. Mondiali 2022                                                               | 3                                                                                 | cap.                                                                              |
| 14-11-2021                                                                        | Skopje                                                                            | Macedonia del Nord                                                                | 3 – 1                                                                             | Islanda                                                                           | Qual. Mondiali 2022                                                               | -                                                                                 |                                                                                   |
| 24-3-2022                                                                         | Palermo                                                                           | Italia                                                                            | 0 – 1                                                                             | Macedonia del Nord                                                                | Qual. Mondiali 2022                                                               | -                                                                                 |                                                                                   |
| 29-3-2022                                                                         | Porto                                                                             | Portogallo                                                                        | 2 – 0                                                                             | Macedonia del Nord                                                                | Qual. Mondiali 2022                                                               | -                                                                                 |                                                                                   |
| 2-6-2022                                                                          | Sofia                                                                             | Bulgaria                                                                          | 1 – 1                                                                             | Macedonia del Nord                                                                | UEFA Nations League 2022-2023 - 1º turno                                          | -                                                                                 | cap.                                                                              |
| 5-6-2022                                                                          | Gibilterra                                                                        | Gibilterra                                                                        | 0 – 2                                                                             | Macedonia del Nord                                                                | UEFA Nations League 2022-2023 - 1º turno                                          | 1                                                                                 | cap.                                                                              |
| 9-6-2022                                                                          | Skopje                                                                            | Macedonia del Nord                                                                | 0 – 3                                                                             | Georgia                                                                           | UEFA Nations League 2022-2023 - 1º turno                                          | -                                                                                 | cap. 74’                                                                          |
| 12-6-2022                                                                         | Skopje                                                                            | Macedonia del Nord                                                                | 4 – 0                                                                             | Gibilterra                                                                        | UEFA Nations League 2022-2023 - 1º turno                                          | 1                                                                                 | cap. 46’                                                                          |
| 23-9-2022                                                                         | Tbilisi                                                                           | Georgia                                                                           | 2 – 0                                                                             | Macedonia del Nord                                                                | UEFA Nations League 2022-2023 - 1º turno                                          | -                                                                                 | cap. 84’                                                                          |
| 26-9-2022                                                                         | Skopje                                                                            | Macedonia del Nord                                                                | 0 – 1                                                                             | Bulgaria                                                                          | UEFA Nations League 2022-2023 - 1º turno                                          | -                                                                                 | cap. 88’                                                                          |
| 17-11-2022                                                                        | Skopje                                                                            | Macedonia del Nord                                                                | 1 – 1                                                                             | Finlandia                                                                         | Amichevole                                                                        | 1                                                                                 |                                                                                   |
| 20-11-2022                                                                        | Skopje                                                                            | Macedonia del Nord                                                                | 1 – 1                                                                             | Azerbaigian                                                                       | Amichevole                                                                        | 1                                                                                 |                                                                                   |
| 23-3-2023                                                                         | Skopje                                                                            | Macedonia del Nord                                                                | 2 – 1                                                                             | Malta                                                                             | Qual. Euro 2024                                                                   | -                                                                                 | 45+3’                                                                             |
| 27-3-2023                                                                         | Skopje                                                                            | Macedonia del Nord                                                                | 1 – 0                                                                             | Fær Øer                                                                           | Amichevole                                                                        | -                                                                                 |                                                                                   |
| 16-6-2023                                                                         | Skopje                                                                            | Macedonia del Nord                                                                | 2 – 3                                                                             | Ucraina                                                                           | Qual. Euro 2024                                                                   | 1                                                                                 |                                                                                   |
| 19-6-2023                                                                         | Manchester                                                                        | Inghilterra                                                                       | 7 – 0                                                                             | Macedonia del Nord                                                                | Qual. Euro 2024                                                                   | -                                                                                 | 67’                                                                               |
| 9-9-2023                                                                          | Skopje                                                                            | Macedonia del Nord                                                                | 1 – 1                                                                             | Italia                                                                            | Qual. Euro 2024                                                                   | 1                                                                                 | cap.                                                                              |
| 12-9-2023                                                                         | Ta' Qali                                                                          | Malta                                                                             | 0 – 2                                                                             | Macedonia del Nord                                                                | Qual. Euro 2024                                                                   | -                                                                                 | cap.                                                                              |
| 14-10-2023                                                                        | Praga                                                                             | Ucraina                                                                           | 2 – 0                                                                             | Macedonia del Nord                                                                | Qual. Euro 2024                                                                   | -                                                                                 | cap.                                                                              |
| 17-10-2023                                                                        | Strumica                                                                          | Macedonia del Nord                                                                | 3 – 1                                                                             | Armenia                                                                           | Amichevole                                                                        | -                                                                                 | 68’                                                                               |
| 17-11-2023                                                                        | Roma                                                                              | Italia                                                                            | 5 – 2                                                                             | Macedonia del Nord                                                                | Qual. Euro 2024                                                                   | -                                                                                 | cap.                                                                              |
| 20-11-2023                                                                        | Skopje                                                                            | Macedonia del Nord                                                                | 1 – 1                                                                             | Inghilterra                                                                       | Qual. Euro 2024                                                                   | 1                                                                                 | cap.                                                                              |
| 22-3-2024                                                                         | Boztepe                                                                           | Macedonia del Nord                                                                | 1 – 1                                                                             | Moldavia                                                                          | Amichevole                                                                        | -                                                                                 | cap. 46’                                                                          |
| 25-3-2024                                                                         | Boztepe                                                                           | Montenegro                                                                        | 1 – 0                                                                             | Macedonia del Nord                                                                | Amichevole                                                                        | -                                                                                 | cap.                                                                              |
| 7-9-2024                                                                          | Tórshavn                                                                          | Fær Øer                                                                           | 1 – 1                                                                             | Macedonia del Nord                                                                | UEFA Nations League 2024-2025 - 1º turno                                          | 1                                                                                 | cap.                                                                              |
| 10-9-2024                                                                         | Skopje                                                                            | Macedonia del Nord                                                                | 2 – 0                                                                             | Armenia                                                                           | UEFA Nations League 2024-2025 - 1º turno                                          | 1                                                                                 | cap.                                                                              |
| 10-10-2024                                                                        | Riga                                                                              | Lettonia                                                                          | 0 – 3                                                                             | Macedonia del Nord                                                                | UEFA Nations League 2024-2025 - 1º turno                                          | -                                                                                 | cap.                                                                              |
| 13-10-2024                                                                        | Erevan                                                                            | Armenia                                                                           | 0 – 2                                                                             | Macedonia del Nord                                                                | UEFA Nations League 2024-2025 - 1º turno                                          | -                                                                                 | cap. 87’                                                                          |
| 14-11-2024                                                                        | Skopje                                                                            | Macedonia del Nord                                                                | 1 – 0                                                                             | Lettonia                                                                          | UEFA Nations League 2024-2025 - 1º turno                                          | -                                                                                 | cap.                                                                              |
| 17-11-2024                                                                        | Skopje                                                                            | Macedonia del Nord                                                                | 1 – 0                                                                             | Fær Øer                                                                           | UEFA Nations League 2024-2025 - 1º turno                                          | -                                                                                 | cap. 52’ 90+2’                                                                    |
| 22-3-2025                                                                         | Vaduz                                                                             | Liechtenstein                                                                     | 0 – 3                                                                             | Macedonia del Nord                                                                | Qual. Mondiali 2026                                                               | -                                                                                 | cap.                                                                              |
| 25-3-2025                                                                         | Skopje                                                                            | Macedonia del Nord                                                                | 1 – 1                                                                             | Galles                                                                            | Qual. Mondiali 2026                                                               | -                                                                                 | cap. 90+2’                                                                        |
| 6-6-2025                                                                          | Skopje                                                                            | Macedonia del Nord                                                                | 1 – 1                                                                             | Belgio                                                                            | Qual. Mondiali 2026                                                               | -                                                                                 | cap. 76’                                                                          |
| 9-6-2025                                                                          | Astana                                                                            | Kazakistan                                                                        | 0 – 1                                                                             | Macedonia del Nord                                                                | Qual. Mondiali 2026                                                               | -                                                                                 | cap.                                                                              |
| Totale                                                                            |                                                                                   | Presenze (8º posto)                                                               | 74                                                                                |                                                                                   | Reti (3º posto)                                                                   | 18                                                                                |                                                                                   |

## Palmarès

### Club
- Supercoppa d'Ungheria: 1

Újpest: 2014

### Individuale
- Calciatore macedone dell'anno: 2

2017, 2018